# Praha 13 (1949–1960)

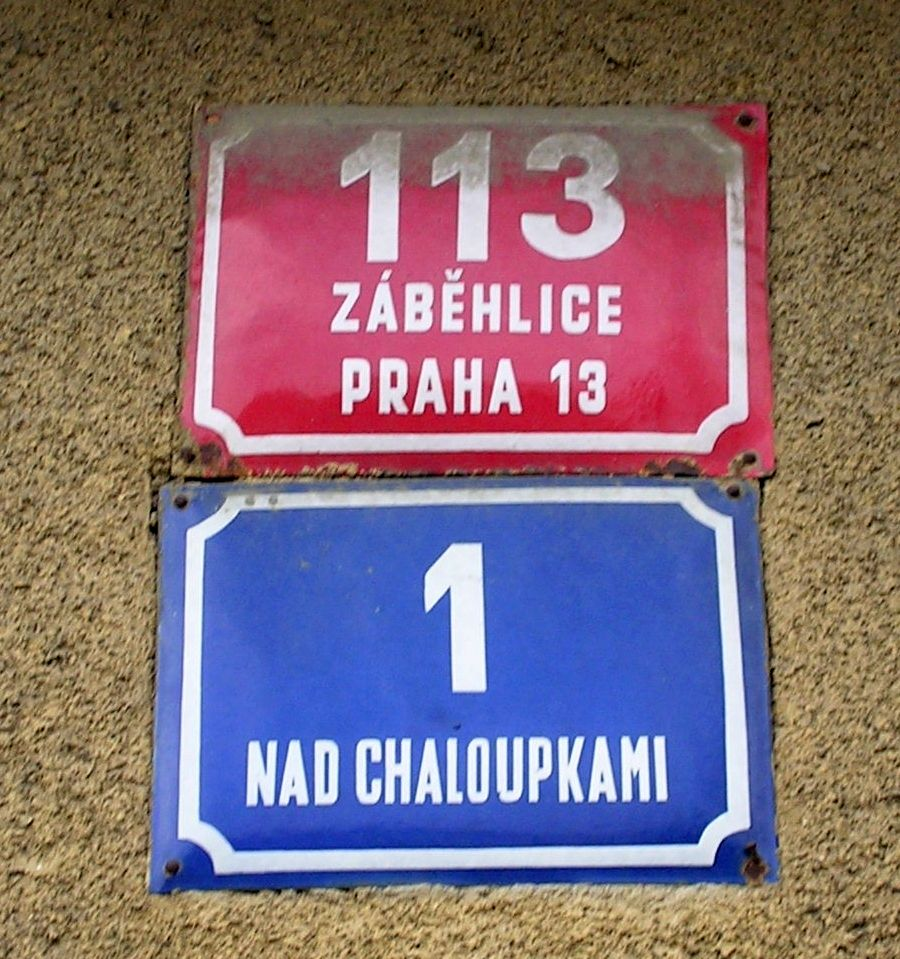
Starší domovní čísla v Záběhlicích

Praha 13 bylo v letech 1949–1960 označení městského obvodu hlavního města Prahy, který zahrnoval Vršovice, část Záběhlic (včetně Spořilova, ale bez Zahradního Města), a část Michle. 
Základem pro vznik obvodu Praha 13 byl dosavadní obvod Praha XIII (od roku 1947 nazvaný Praha XIII – Vršovice), který vznikl jako volební a samosprávný obvod k 17. lednu 1923 na základě vládního nařízení č. 7/1923 Sb. a od 14. listopadu 1947 byl zmenšen na základě vládního nařízení 187/1947 Sb, které od něj oddělilo nový obvod Praha XX - Strašnice. Obvod Praha 13 vznikl k 1. dubnu 1949, kdy byla Praha vládním nařízením č. 79/1949 Sb. rozčleněna novou správní reformou na 16 městských obvodů číslovaných arabskými číslicemi. Od dosavadního zmenšeného obvodu Praha XIII se jeho vymezení liší tím, že je rozšířeno o část Michle na úkor dosavadního obvodu Praha XIV - Nusle, transformovaného na obvod Praha 14. Od 11. dubna 1960 zákon č. 36/1960 Sb. vymezil v Praze 10 obvodů, přičemž Vršovice se staly jádrem nového obvodu Praha 10, k němuž připadla i většina Záběhlic a bohdalecká část Michle, zatímco část Záběhlic (Spořilov) a většina Michle připadly do obvodu Praha 4. Zákon č. 418/1990 Sb., o hlavním městě Praze, s účinností od 24. listopadu 1990 a poté znovu Statut hlavního města Prahy (vyhláška hl. m. Prahy č. 55/2000 Sb. HMP) s účinností od 1. července 2001 rozdělily tyto oblasti obdobným způsobem do městských částí Praha 10 a Praha 4. 